# ICTK
ICTK 주식회사는 대한민국의 물리적복제방지(PUF) 기반 사물인터넷(IoT) 보안업체로, 본사는 서울특별시 강남구 강남대로 84길16, 비1층, 7층, 13층, 14층에 있다. 독자적인 VIA PUF 기술을 통해 기존 PUF 기술의 한계였던 온도/습도 등 환경 변화에 대한 취약점을 극복하며 상용화에 성공하였다. 2024년 중소벤처기업부 주관의 '중소기업기술혁신개발사업' 참여 기업으로 최종 선정되어 양자내성알고리즘(PQC)이 탑재된 PUF 기반의 PCIe HSM 국산화 개발에 착수한다.

## 역사
기술성 평가에서 SCI평가정보 및 기술보증기금로부터 각각 A, BBB 등급을 획득한 후 기술특례상장으로 2024년 5월 17일 NH투자증권을 주관사로 하여 공모가 20,000원에 상장하였다.
2025년 i511DN 보안칩 출시 및 양산을 시작하였다.

## 사업
한국전력과 LG유플러스에 매출 대부분이 편중되어 있다.

## 투자
- UTC인베스트먼트[11]
- IMM인베스트먼트

## 같이 보기
- 사물인터넷
- 케이씨에스